# 게임트릭스
게임트릭스(Gametrics)는 온라인 게임을 포함한 컴퓨터 게임과 비디오 게임 관련 뉴스와 게임 정보를 공유하는 게임 전문 웹사이트로, 게임에 관한 최신 뉴스와 평가, 공략 정보 등을 제공한다. 이용자들 사이에 게임 후기, 평점, 게임 동영상 등을 공유할 수 있는 기능도 제공하고 있다.